# FNB-Stadion
Das FNB-Stadion, englisch FNB Stadium bzw. First National Bank Stadium, im Volksmund und zeitweise offiziell Soccer City (afrikaans Sokkerstad) oder The Calabash; im deutschen Sprachraum auch als Soccer-City-Stadion bekannt, ist das größte Fußballstadion Afrikas. Das Nationalstadion Südafrikas wird seit der Eröffnung im Jahr 1989 von der First National Bank of South Africa gesponsert. Es liegt im Südwesten Johannesburgs im Stadtteil Nasrec nahe dem Messezentrum Expo Centre Johannesburg und dem Stadtteil Soweto.
Die Heimspiele des südafrikanischen Fußballvereins Kaizer Chiefs und der Fußballnationalmannschaft finden dort statt. Das Stadion war außerdem Austragungsort von zwei Afrikameisterschaften und der Weltmeisterschaft 2010.

## Name
Das Stadion wurde als Nationalstadion errichtet; die Namensrechte wurden von der First National Bank erworben. Daneben entstand der Name Soccer City (deutsch Fußballstadt). Zur Erfüllung der FIFA-Anforderungen stimmte die First National Bank 2007 der Vereinbarung zu, dass das Stadion für drei Monate vor der Fußball-Weltmeisterschaft 2010, während dieser und für eine Woche nach dem Turnier den Spitznamen Soccer City tragen darf, da Sponsorennamen bei Weltmeisterschaftsstadien nicht erlaubt sind. 2012 gewann die Bank einen Rechtsstreit vor dem High Court, der die Bezeichnung Soccer City in Dokumenten verbietet.
Im März 2017 verlängerte die First National Bank den seit 2004 laufenden Namensrechtsvertrag bis zum Sommer 2022.

## Geschichte
Das FNB-Stadion gilt als „Herz des südafrikanischen Fußballs“. Nachdem es 1989 als erstes für internationale Fußballspiele geeignetes Stadion in Südafrika eröffnet worden war, fand in dem Stadion 1990 die erste Massenkundgebung Nelson Mandelas nach seiner Freilassung statt. Nach der Ermordung Chris Hanis im Jahr 1993 war das Stadion auch der Ort der öffentlichen Trauerfeier für den ANC-Politiker, ebenso wie für Mandelas Trauerfeier 2013.
Die südafrikanische Fußballnationalmannschaft gewann die Fußball-Afrikameisterschaft 1996 im Stadion durch einen Finalsieg gegen Tunesien.

## Umbau
Für die Fußball-Weltmeisterschaft 2010 wurde das FNB-Stadion komplett umgebaut. Unter dem Namen Soccer City war es Austragungsort des Eröffnungsspieles, vier weiterer Vorrundenbegegnungen, eines Achtelfinalspiels, einer Viertelfinalpartie und des Finales der Fußball-Weltmeisterschaft. Als reines Fußballstadion bietet die Arena Platz für 94.700 Zuschauer. Es ist mit 117 Logen, über 6.000 Business-Seats, einem Restaurant für 300 Gäste, einem Fußball-Museum, acht TV-Studios und einem modernen Sendezentrum ausgestattet.
Der Architekt für den Umbau war das südafrikanische Architekturbüro Boogertman + Partner, das durch HOK Sport unterstützt wurde. Der vormals offene Bau wurde rundum überdacht. Die Dachkonstruktion entwarf das Ingenieurbüro Schlaich, Bergermann und Partner; sie wurde in Europa gefertigt.
Der Bau wird von einer Fassadenform geprägt, die an ein traditionelles afrikanisches Trinkgefäß, die Kalebasse, erinnern soll. Dabei wurde in Kolbermoor gefertigter Glasfaserbeton mit dem Handelsnamen fibreC eingesetzt, der eine erdige Farbe hat. Die gesamte Fassade wurde von Rieder Smart Elements aus Maishofen gemeinsam mit südafrikanischen Partnerunternehmen gefertigt. Die Umbau-Kosten betrugen 3,2 Milliarden Südafrikanische Rand, umgerechnet über 300 Millionen Euro. Das Stadion, das früher dem südafrikanischen Fußballverband gehörte, ist heute Eigentum der Stadt Johannesburg.
Das Stadion soll durch illegalen Bergbau in der Region gefährdet sein. Dies berichtete die Sunday Times am 25. November 2018. Wenn der Goldabbau mit den Sprengungen in dem Maße weitergehe, so bestünde die Gefahr des Einsturzes des Nationalstadions. Die Explosionen finden in der Nähe von Pipelines für Kraftstoff und Gas statt, wodurch die Infrastruktur der Stadt inklusive der Wasserversorgung gefährdet ist. Es zeigen sich bereits an Gebäuden und Straßen im ganzen Stadtgebiet Beschädigungen durch die unterirdischen Arbeiten. Auf die Meldung hin veröffentlichte das Department of Mineral Resources (deutsch Abteilung für Bodenschätze) eine eigene Erklärung, die besagt, dass es keine unmittelbare Bedrohung der kritischen Infrastruktur, wie behauptet wurde, gebe. Johannesburgs Bürgermeister Herman Mashaba schätzt die Lage ernster ein. Untersuchungen haben ergeben, dass der gesamte Bezirk Nasrec, einschließlich der Fußballarena, durch den Abbau in den alten Schächten gefährdet ist. Dies würde den Erdboden weiter destabilisieren und letztendlich zum Einsturz führen.

## Umgebung
Direkt am Stadion wurde die Zentrale des südafrikanischen Fußballverbandes gebaut. Während der WM beherbergte es auch die Leitstelle der FIFA.

## Spielstätte der Fußball-Weltmeisterschaft 2010

### Gruppenspiele
- Gruppe A – 11. Juni 2010, 16:00 Uhr:  Südafrika –  Mexiko 1:1 (0:0)
- Gruppe E – 14. Juni 2010, 13:30 Uhr:  Niederlande –  Dänemark 2:0 (0:0)
- Gruppe B – 17. Juni 2010, 13:30 Uhr:  Argentinien –  Südkorea 4:1 (2:1)
- Gruppe G – 20. Juni 2010, 20:30 Uhr:  Brasilien –  Elfenbeinküste 3:1 (1:0)
- Gruppe D – 23. Juni 2010, 20:30 Uhr:  Ghana –  Deutschland 0:1 (0:0)

### Achtelfinale
- 27. Juni 2010, 20:30 Uhr:  Argentinien –  Mexiko 3:1 (2:0)

### Viertelfinale
- 2. Juli 2010, 20:30 Uhr:  Uruguay –  Ghana 1:1 n. V. (1:1, 0:1), 4:2 i. E.

### Finale
- 11. Juli 2010, 20:30 Uhr:  Niederlande –  Spanien 0:1 n. V.

## Spielstätte der Fußball-Afrikameisterschaft 2013

### Gruppenspiele
- Gruppe A – 19. Januar 2013, 18:00 Uhr:  Südafrika –  Kap Verde 0:0
- Gruppe A – 19. Januar 2013, 21:00 Uhr:  Angola –  Marokko 0:0

### Finale
- 10. Februar 2013, 20:00 Uhr:  Nigeria –  Burkina Faso 1:0 (1:0)

## Galerie

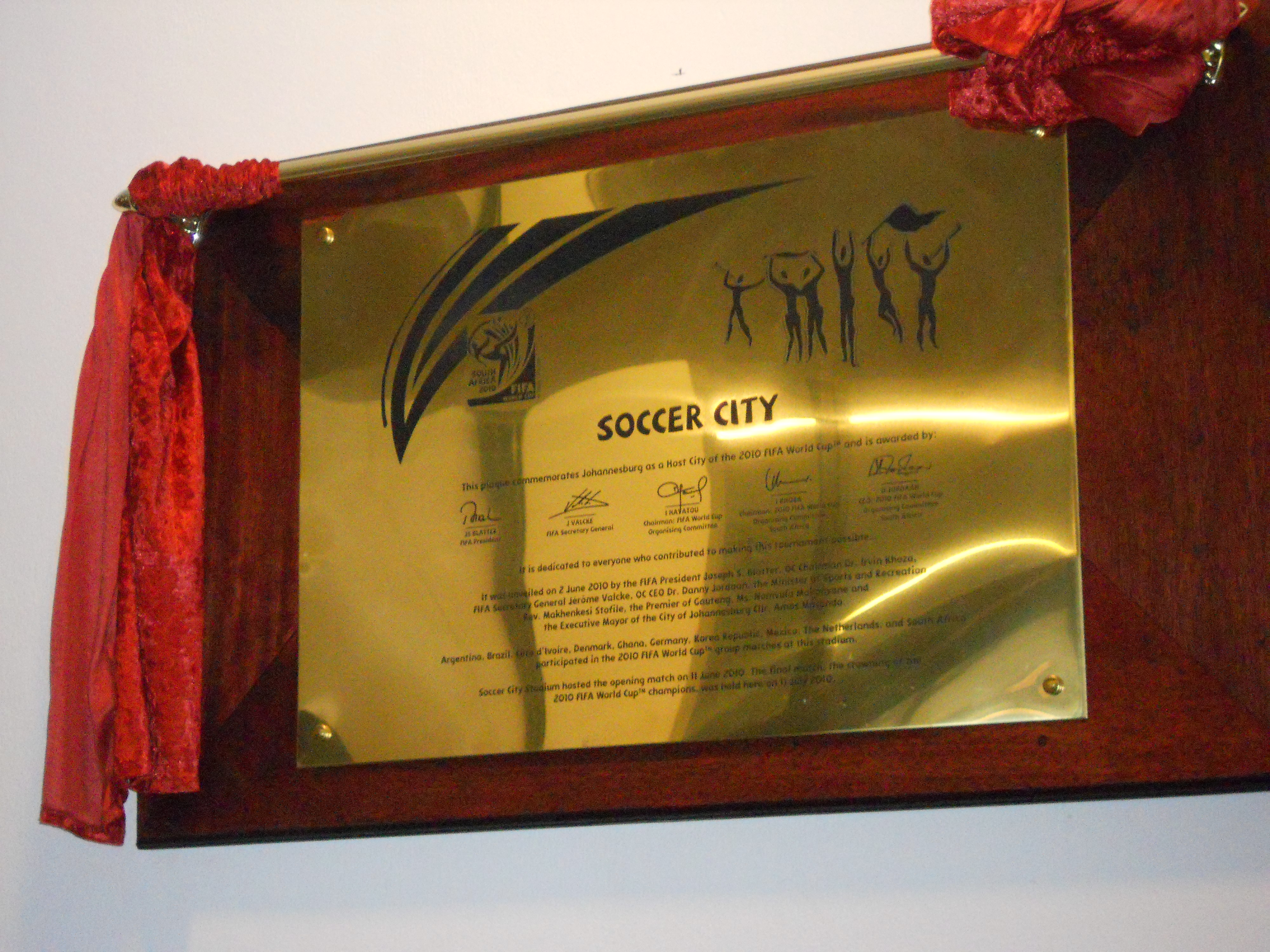
FIFA-Gedenkplakette für Soccer City als wichtiger Spielort der WM
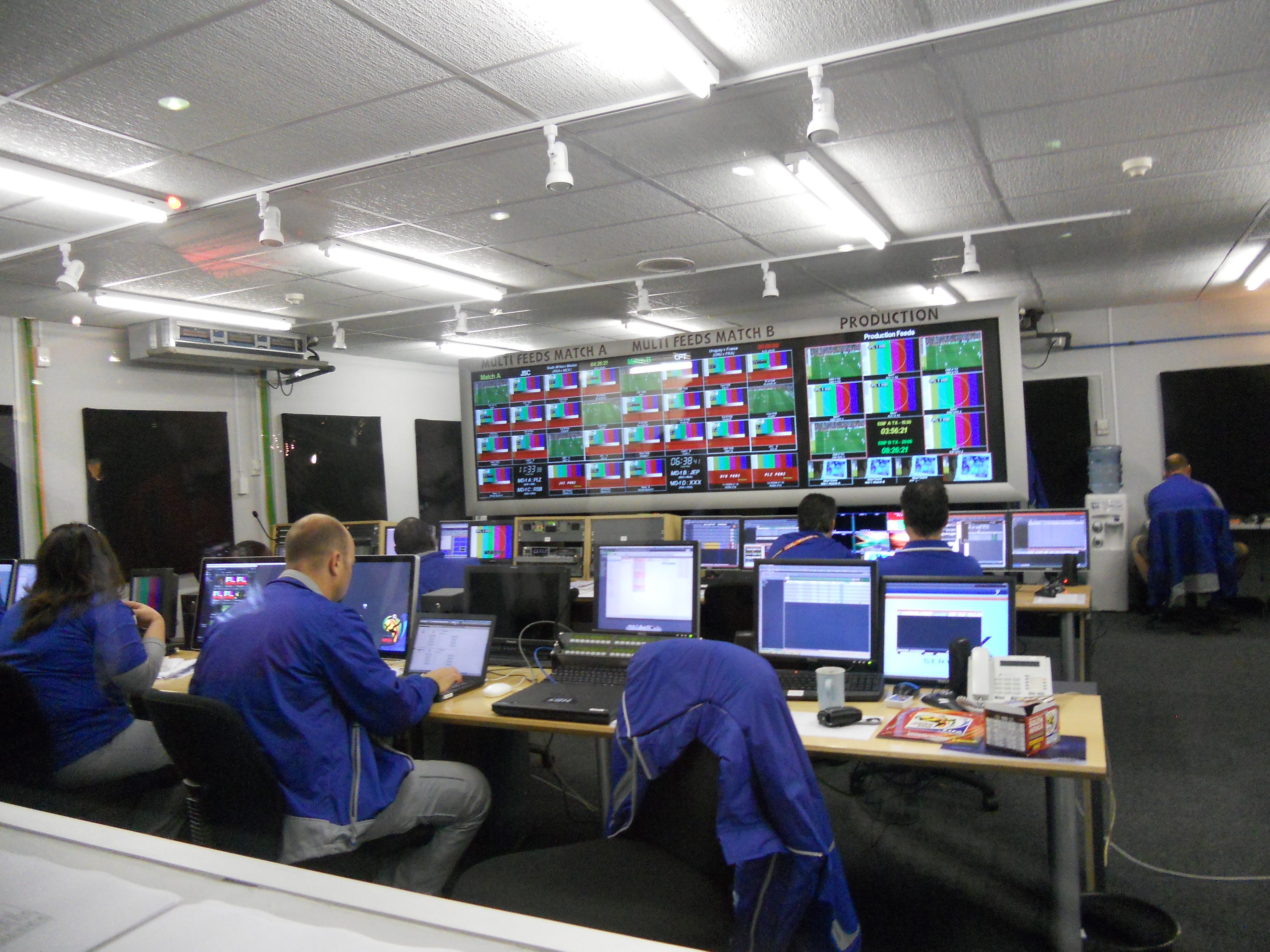
Sendezentrale der FIFA-Fernsehübertragung im Soccer City, Juni 2010